# Åge Hareide

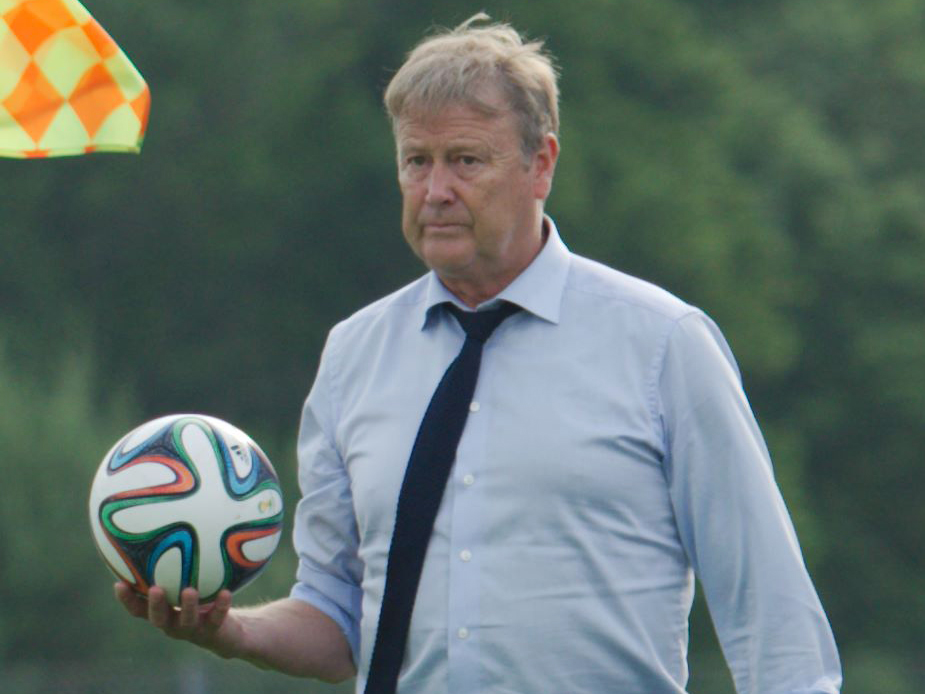
Åge Hareide (2014)

Åge Fridtjof Hareide (* 23. September 1953 in Hareid) ist ein ehemaliger norwegischer Fußballtrainer.

## Werdegang
Hareide begann seine aktive Karriere in Hareid. Ab 1970 spielte er bei IL Hødd; danach wechselte er 1976 zum Molde FK und blieb dort bis 1981. Es folgten drei Jahre in der ersten englischen Division: Von 1981 bis 1982 lief Hareide für Manchester City auf, danach bis 1984 für Norwich City. Im Anschluss kehrte er nach Molde zurück, wo er 1987 seine Laufbahn beendete.
Noch als aktiver Spieler hatte Hareide in Molde 1985 den Trainerposten übernommen, den er bis 1991 innehatte. 1993 und 1997 kehrte er für jeweils eine Saison zu diesem Verein zurück. Von 1998 bis 1999 war er für den schwedischen Klub Helsingborgs IF verantwortlich; es folgten zwei Jahre in Dänemark bei Brøndby IF, ehe er den norwegischen Rekordmeister Rosenborg Trondheim übernahm.
Diese Funktion übte Hareide allerdings nur von Januar bis Dezember 2003 aus, ehe ihn der norwegische Verband als Nachfolger von Nils Johan Semb zum Trainer der Nationalmannschaft beförderte, die kurz zuvor die Qualifikation für die EM 2004 verpasst hatte. Doch auch unter Hareide gelang es der Mannschaft nicht, sich für die nächste Großveranstaltung zu qualifizieren: In der Qualifikationsgruppe zur WM 2006 in Deutschland belegte Norwegen Platz zwei hinter Italien und scheiterte im Anschluss in den Play-off-Spielen an Tschechien. Am 8. Dezember 2008 trat Hareide zurück.
Ab Juni 2009 betreute Hareide den im Abstiegskampf befindlichen Göteborger Klub Örgryte IS in der Allsvenskan. Nach dem verpassten Klassenerhalt übernahm er am Ende des Jahres als Nachfolger von Uwe Rösler den norwegischen Klub Viking Stavanger. Im September 2011 rückte er nach dem Rücktritt des Sportdirektors Egil Østenstad zum Manager nach englischem Vorbild auf, der Spanier Josep Clotet Ruiz wurde als ausführender Trainer verpflichtet. Nach schlechten Ergebnissen wurde er auf dem zehnten Tabellenplatz liegend im Juni 2012 entlassen. Wenige Tage nach seiner Demission in Norwegen kehrte er zu Helsingborgs IF zurück, bei dem er den zurückgetretenen Conny Karlsson bis zum Saisonende beerbte.
Als im Januar 2014 der mehrfache schwedische Meister Malmö FF seine sportliche Leitung auswechselte und Daniel Andersson den Posten des Sportdirektors übernahm, erhielt Hareide den seit dem Abgang von Meistertrainer Rikard Norling vakanten Trainerposten beim Klub. Unter seiner Leitung stand die Mannschaft um Markus Rosenberg, Markus Halsti, Emil Forsberg, Ricardinho und Filip Helander erneut von Saisonbeginn an im Meisterrennen und qualifizierte sich insbesondere durch einen 3:0-Rückspielerfolg nach einer 1:2-Auswärtsniederlage gegen den FC Red Bull Salzburg in den Play-off-Spielen erstmals in der Vereinsgeschichte für die Gruppenphase der UEFA Champions League. Während sie dort als Gruppenletzte aus dem europäischen Wettbewerb ausschied, verteidigte sie in der schwedischen Meisterschaft ihren Titel und holte auch im Supercupen den zweiten Titel in Folge. In der Folgezeit führte Hareide Malmö FF erneut in die Gruppenphase in der UEFA Champions League und traf dort auf Schachtar Donezk, Real Madrid und Paris Saint-Germain. Am 2. Dezember 2015 gab Hareide seinen Rücktritt zum Jahresende bekannt. In seinem letzten Spiel am 8. Dezember 2015 verlor Malmö FF im letzten Gruppenspiel in der UEFA Champions League mit 0:8 auswärts bei Real Madrid.
Zwei Tage später wurde Hareide als Trainer der dänischen Nationalmannschaft Nachfolger von Morten Olsen. Mit den Dänen qualifizierte sich Hareide für die WM 2018. Bei der WM erreichten sie mit einem Sieg gegen Peru, einem 1:1 gegen Australien und einem torlosen Remis gegen den späteren Weltmeister Frankreich das Achtelfinale, wo sie gegen den späteren Finalisten Kroatien im Elfmeterschießen verloren. Die Dänen waren aber der einzige Gegner, gegen den Frankreich nicht gewinnen konnte. In der anschließenden UEFA Nations League 2018/19/Liga B wurden sie mit zwei Siegen und zwei Remis Gruppensieger und stiegen in die Liga A der folgenden Saison auf. Die Qualifikation für die EM 2020 beendeten die Dänen unter ihm mit vier Siegen und vier Remis als Gruppenzweiter und qualifizierten sich für die EM-Endrunde, bei der sie die drei Gruppenspiele in Kopenhagen austragen können. Nach der EM-Endrunde sollte Kasper Hjulmand seinen Posten übernehmen, da die Endrunde wegen der COVID-19-Pandemie um ein Jahr verschoben wurde, war das Spiel am 18. November 2019 gegen Irland, das gleichzeitig sein 100. Länderspiel als Nationaltrainer war (davon 58 mit Norwegen), sein letztes als dänischer Nationaltrainer. Seit dem Spiel am 1. Oktober 2016 gegen Montenegro hatten die Dänen unter ihm in 34 Spielen nicht verloren. Da die geplanten Testspiele im März wegen der COVID-19-Pandemie ausfielen, war es ihm nicht möglich wie angestrebt den Weltrekord von Spanien und Brasilien mit 35 ungeschlagenen Spielen zu brechen.
Seit August 2020 war er wieder Trainer von Rosenborg Trondheim, mit denen er die Plätze vier und fünf belegte. Obwohl zum Ende des Jahres 2021 seine Karriere als Trainer beendet hatte, übernahm er im September 2022 das Traineramt bei Malmö FF. Der Vertrag von Hareide lief bis zum Ende des Jahres 2022 und danach wollte er wieder in den Ruhestand gehen, allerdings wurde er im April 2023 Trainer der isländischen Nationalmannschaft.
Am 26. September 2024 gab Hareide seinen Rücktritt als isländischer Nationaltrainer bekannt und beendete seine Trainerkarriere.